# Эль-Атариб
Эль-Атариб (араб. الأتارب‎) (упоминается также как Эль-Атареб) — город на севере Сирии, расположенный на территории мухафазы Халеб. Административный центр одноимённого района.

## Географическое положение
Город находится в западной части мухафазы, к югу от горного хребта Джебель-Семъан, на высоте 282 метров над уровнем моря.

Джераблус расположен на расстоянии приблизительно 21 километра к востоку-северо-востоку (ENE) от Халеба, административного центра провинции и на расстоянии 290 километров к северо-северо-востоку (NNE) от Дамаска, столицы страны.

## Население
По данным официальной переписи 2004 года численность населения города составляла 10 657 человек.